# Arbéost
Arbéost [aʁbeɔst] est une commune française située dans le département des Hautes-Pyrénées, en région Occitanie. Sur le plan historique et culturel, la commune est dans la province du Lavedan, partie sud-occidentale de la Bigorre et constituée d'un ensemble de sept vallées en amont de la ville de Lourdes.
Exposée à un climat de montagne, elle est drainée par l'Ouzoum et par divers autres petits cours d'eau. Incluse dans le Parc national des Pyrénées, la commune possède un patrimoine naturel remarquable : un site Natura 2000 (les « Gabizos (et vallée d'Arrens, versant sud-est du Gabizos) ») et cinq zones naturelles d'intérêt écologique, faunistique et floristique.
Arbéost est une commune rurale qui compte 78 habitants en 2022, après avoir connu un pic de population de 1 059 habitants en 1831. Ses habitants sont appelés les Arbéostois ou  Arbéostoises.

## Géographie

### Localisation
La commune d'Arbéost se trouve dans le département des Hautes-Pyrénées, en région Occitanie.
Elle se situe à 39 km à vol d'oiseau de Tarbes, préfecture du département, et à 15 km d'Argelès-Gazost, sous-préfecture.
Les communes les plus proches sont : 
Ferrières (2,2 km), Arrens-Marsous (7,5 km), Aucun (8,1 km), Gaillagos (9,1 km), Eaux-Bonnes (9,1 km), Arcizans-Dessus (10,3 km), Louvie-Soubiron (10,4 km), Béost (10,5 km).
Sur le plan historique et culturel, Arbéost fait partie de la province historique du Lavedan, partie sud-occidentale de la Bigorre et constitué d'un ensemble de sept vallées en amont de la ville de Lourdes. Historiquement, elle  fait partie de la province de Gascogne, et plus particulièrement du comté de Bigorre. La commune est dans le pays du val d'Azun, qui bute au nord sur le bassin de Lourdes, à l'est sur la vallée de l'Adour, au sud sur l'Aragon (Espagne) par le Balaïtous et, à l'ouest sur le Béarn (département des Pyrénées-Atlantiques, région Nouvelle-Aquitaine),.
La commune est limitrophe du département des Pyrénées-Atlantiques.
|                              | Louvie-Soubiron (Pyrénées-Atlantiques) | Ferrières      |
| Béost (Pyrénées-Atlantiques) | Arbéost                                |                |
|                              |                                        | Arrens-Marsous |

### Géologie et relief
Éclaté en quartiers, le village démarre à Ferrières sur la rive gauche du ruisseau Lanet par le quartier du Hougarou (555 m) qui constitue son point le plus bas en altitude. De Hougarou en montant vers le col du Soulor, la route va en lacets dans une étroiture boisée longeant le ravin de l'Ouzoum pour déboucher sur un vaste cirque dominé par le petit Gabizos (2 639 m) et le pic des Taillades (2 692 m), le pic de la Latte de Bazen (2 472 m), le Mont Laid (1 691 m). À l'entrée du cirque est le cœur du village, le Bourg, où se trouvent la mairie-école, l'église et le cimetière (autrefois les cafés, l'auberge, la boulangerie). Du Bourg en abandonnant la route départementale 126 pour descendre vers l'Ouzoum, on arrive au quartier des Bourrinquets qui bute sur le domaine béarnais. En reprenant la 126 au Bourg vers le col du Soulor, sont disposés de part et d'autre les quartiers des Bézious, Harnassat, Lascoutes, Cuyaubère. Les granges d'estives sont éparpillées dans le cirque du Litor, sous le col du Soulor et sous la route du col d'Aubisque. L'altitude maximale du territoire communal est à 2 480 m.

### Hydrographie
La commune est dans le bassin de l'Adour, au sein du bassin hydrographique Adour-Garonne. Elle est drainée par l'Ouzoum, le ruisseau d'Aout, le ruisseau d'Artigoucoup, le ruisseau de Hougarou, le ruisseau du Lanet et par divers petits cours d'eau, constituant un réseau hydrographique de 26 km de longueur totale,.
L'Ouzoum, d'une longueur totale de 33,2 km, prend sa source dans la commune de Béost et s'écoule du sud vers le nord. Il traverse la commune et se jette dans le gave de Pau à Igon, après avoir traversé 8 communes.

### Climat
Le climat qui caractérise la commune est qualifié, en 2010, de « climat de montagne », selon la typologie des climats de la France qui compte alors huit grands types de climats en métropole. En 2020, la commune ressort du même type de climat dans la classification établie par Météo-France, qui ne compte désormais, en première approche, que cinq grands types de climats en métropole. Pour ce type de climat, la température décroît rapidement en fonction de l'altitude. On observe une nébulosité minimale en hiver et maximale en été. Les vents et les précipitations varient notablement selon le lieu.
Les paramètres climatiques qui ont permis d’établir la typologie de 2010 comportent six variables pour les températures et huit pour les précipitations, dont les valeurs correspondent à la normale 1971-2000. Les sept principales variables caractérisant la commune sont présentées dans l'encadré ci-après.
| Paramètres climatiques communaux sur la période 1971-2000 - Moyenne annuelle de température : 9,7 °C - Nombre de jours avec une température inférieure à −5 °C : 5,8 j - Nombre de jours avec une température supérieure à 30 °C : 3,1 j - Amplitude thermique annuelle : 13,3 °C - Cumuls annuels de précipitation : 1 405 mm - Nombre de jours de précipitation en janvier : 11,6 j - Nombre de jours de précipitation en juillet : 9,4 j |

Avec le changement climatique, ces variables ont évolué. Une étude réalisée en 2014 par la Direction générale de l'Énergie et du Climat complétée par des études régionales prévoit en effet que la  température moyenne devrait croître et la pluviométrie moyenne baisser, avec toutefois de fortes variations régionales. Ces changements peuvent être constatés sur la station météorologique de Météo-France la plus proche, « Arrens-Marsous », sur la commune d'Arrens-Marsous, mise en service en 1936 et qui se trouve à 8 km à vol d'oiseau,, où la température moyenne annuelle est de 9,9 °C et la hauteur de précipitations de 1 146,3 mm pour la période 1981-2010.
Sur la station météorologique historique la plus proche, « Tarbes-Lourdes-Pyrénées », sur la commune d'Ossun, mise en service en 1946 et à 29 km, la température moyenne annuelle évolue de 12,2 °C pour la période 1971-2000, à 12,6 °C pour 1981-2010, puis à 12,9 °C pour 1991-2020.

### Milieux naturels et biodiversité

#### Espaces protégés
La protection réglementaire est le mode d’intervention le plus fort pour préserver des espaces naturels remarquables et leur biodiversité associée,.
Dans ce cadre, la commune fait partie de l'aire d'adhésion du Parc National des Pyrénées. Ce  parc national, créé en 1967, abrite une faune riche et spécifique particulièrement intéressante : importantes populations d’isards, colonies de marmottes réimplantées avec succès, grands rapaces tels le Gypaète barbu, le Vautour fauve, le Percnoptère d’Égypte ou l’Aigle royal, le Grand tétras et le discret Desman des Pyrénées qui constitue l’exemple type de ce précieux patrimoine confié au Parc national et aussi l'Ours des Pyrénées,,.

#### Réseau Natura 2000

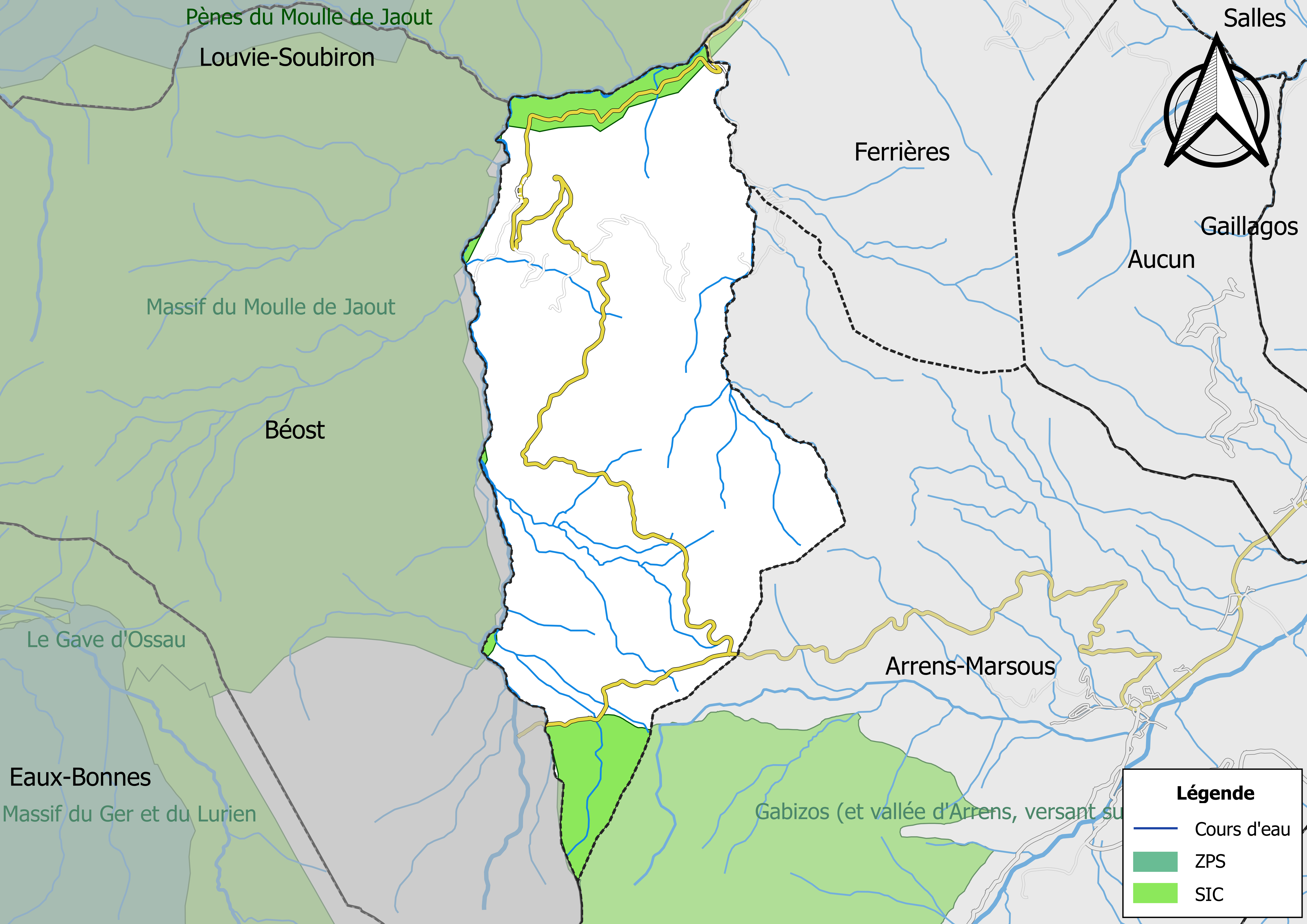
Site Natura 2000 sur le territoire communal.

Le réseau Natura 2000 est un réseau écologique européen de sites naturels d'intérêt écologique élaboré à partir des Directives « Habitats » et « Oiseaux », constitué de zones spéciales de conservation (ZSC) et de zones de protection spéciale (ZPS).
Un site Natura 2000 a été défini sur la commune au titre de la « directive Habitats » : les « gabizos (et vallée d'Arrens, versant sud-est du Gabizos) », d'une superficie de 2 996 ha, présentent une végétation caractéristique de la haute montagne pyrénéenne sur calcaire.

#### Zones naturelles d'intérêt écologique, faunistique et floristique
L’inventaire des zones naturelles d'intérêt écologique, faunistique et floristique (ZNIEFF) a pour objectif de réaliser une couverture des zones les plus intéressantes sur le plan écologique, essentiellement dans la perspective d’améliorer la connaissance du patrimoine naturel national et de fournir aux différents décideurs un outil d’aide à la prise en compte de l’environnement dans l’aménagement du territoire.
Deux ZNIEFF de type 1 sont recensées sur la commune,
le « massif montagneux entre Argelès-Gazost et l'Ouzom » (6 108 ha), couvrant 12 communes dont une dans les Pyrénées-Atlantiques et 11 dans les Hautes-Pyrénées et 
le « versant est du Gabizos » (3 108 ha), couvrant 3 communes dont une dans les Pyrénées-Atlantiques et deux dans les Hautes-Pyrénées
et trois ZNIEFF de type 2,,
- les « massifs calcaires de l'Estibète, du Granquet et du Pibeste, forêt de Très Crouts, vallée du Bergons et crêtes » (17 871 ha), couvrant 24 communes dont trois dans les Pyrénées-Atlantiques et 21 dans les Hautes-Pyrénées[32] ;
- le « réseau hydrographique du gave de Pau et ses annexes hydrauliques » (3 001 ha), couvrant 71 communes dont dix dans les Landes, 59 dans les Pyrénées-Atlantiques et deux dans les Hautes-Pyrénées[33] ;
- le « val d'Azun et haute vallée du Gave de Cauterets » (35 378 ha), couvrant 22 communes dont une dans les Pyrénées-Atlantiques et 21 dans les Hautes-Pyrénées[34].

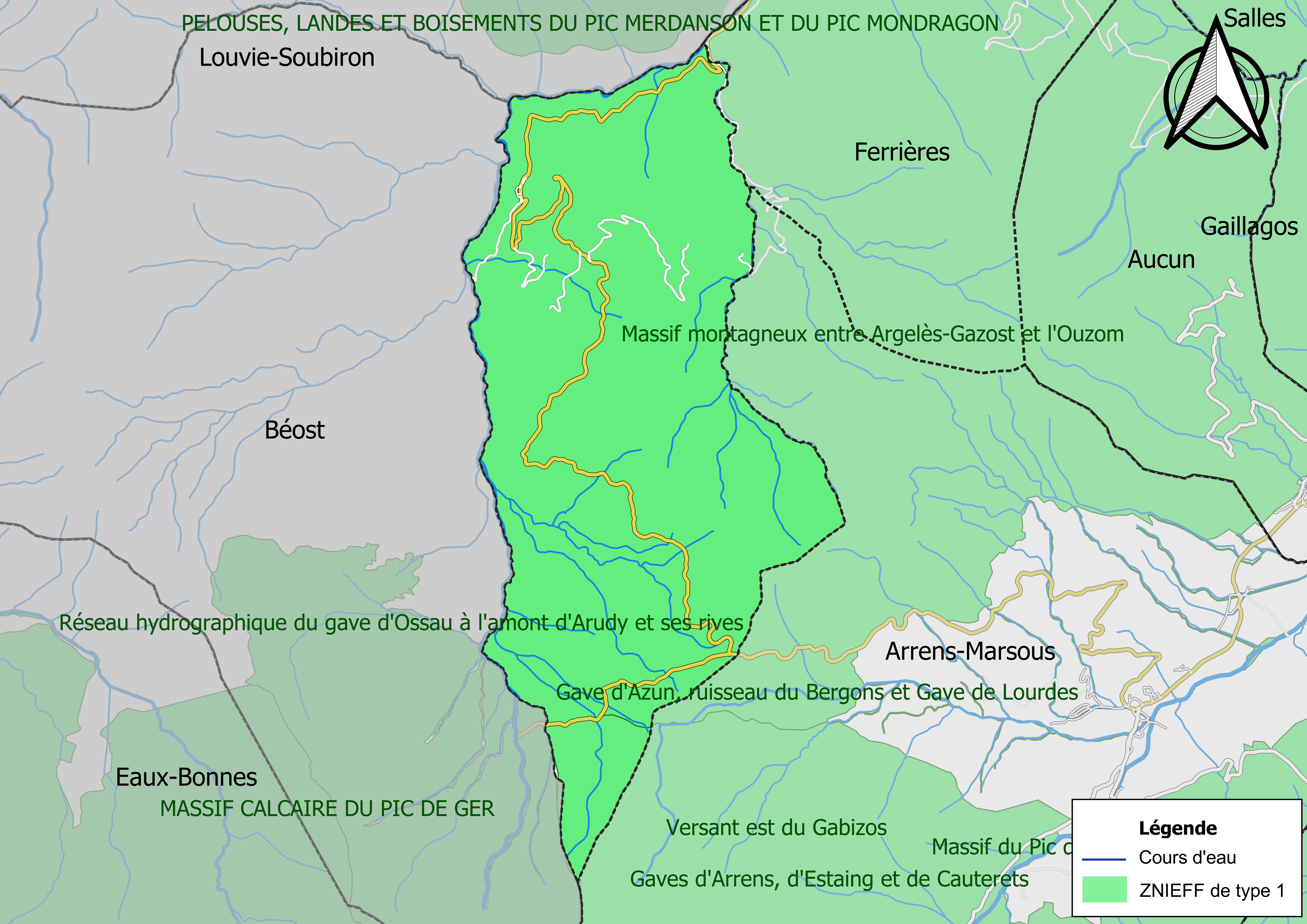
Carte des ZNIEFF de type 1 sur la commune.
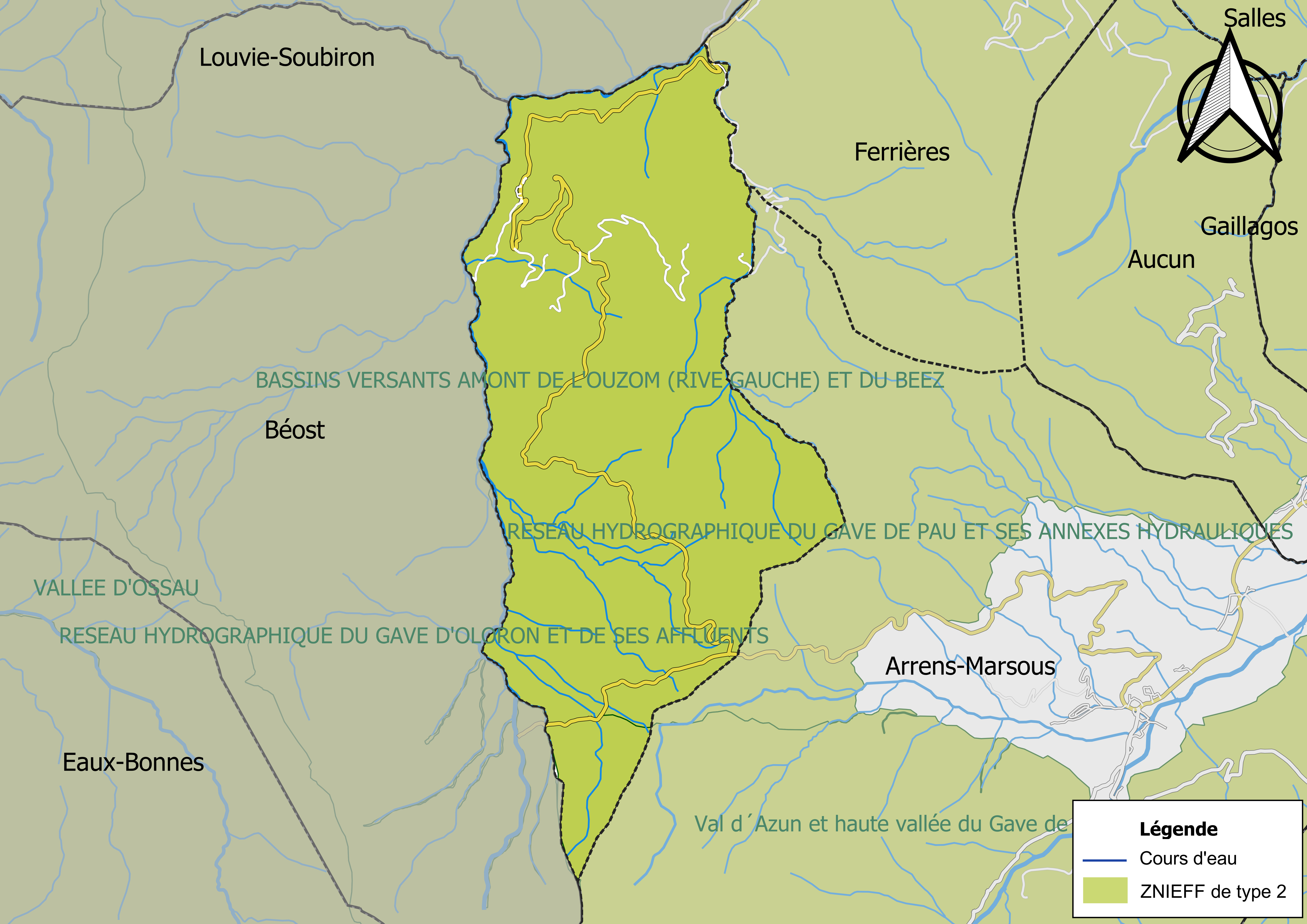
Carte des ZNIEFF de type 2 sur la commune.

## Urbanisme

### Typologie
Au 1er janvier 2024, Arbéost est catégorisée commune rurale à habitat très dispersé, selon la nouvelle grille communale de densité à sept niveaux définie par l'Insee en 2022.
Elle est située hors unité urbaine et hors attraction des villes,.

### Occupation des sols
L'occupation des sols de la commune, telle qu'elle ressort de la base de données européenne d’occupation biophysique des sols Corine Land Cover (CLC), est marquée par l'importance des forêts et milieux semi-naturels (82,9 % en 2018), une proportion identique à celle de 1990 (82,9 %). La répartition détaillée en 2018 est la suivante : 
milieux à végétation arbustive et/ou herbacée (55,3 %), forêts (24 %), prairies (17,1 %), espaces ouverts, sans ou avec peu de végétation (3,6 %).
L'IGN met par ailleurs à disposition un outil en ligne permettant de comparer l’évolution dans le temps de l’occupation des sols de la commune (ou de territoires à des échelles différentes). Plusieurs époques sont accessibles sous forme de cartes ou photos aériennes : la carte de Cassini (XVIIIe siècle), la carte d'état-major (1820-1866) et la période actuelle (1950 à aujourd'hui).

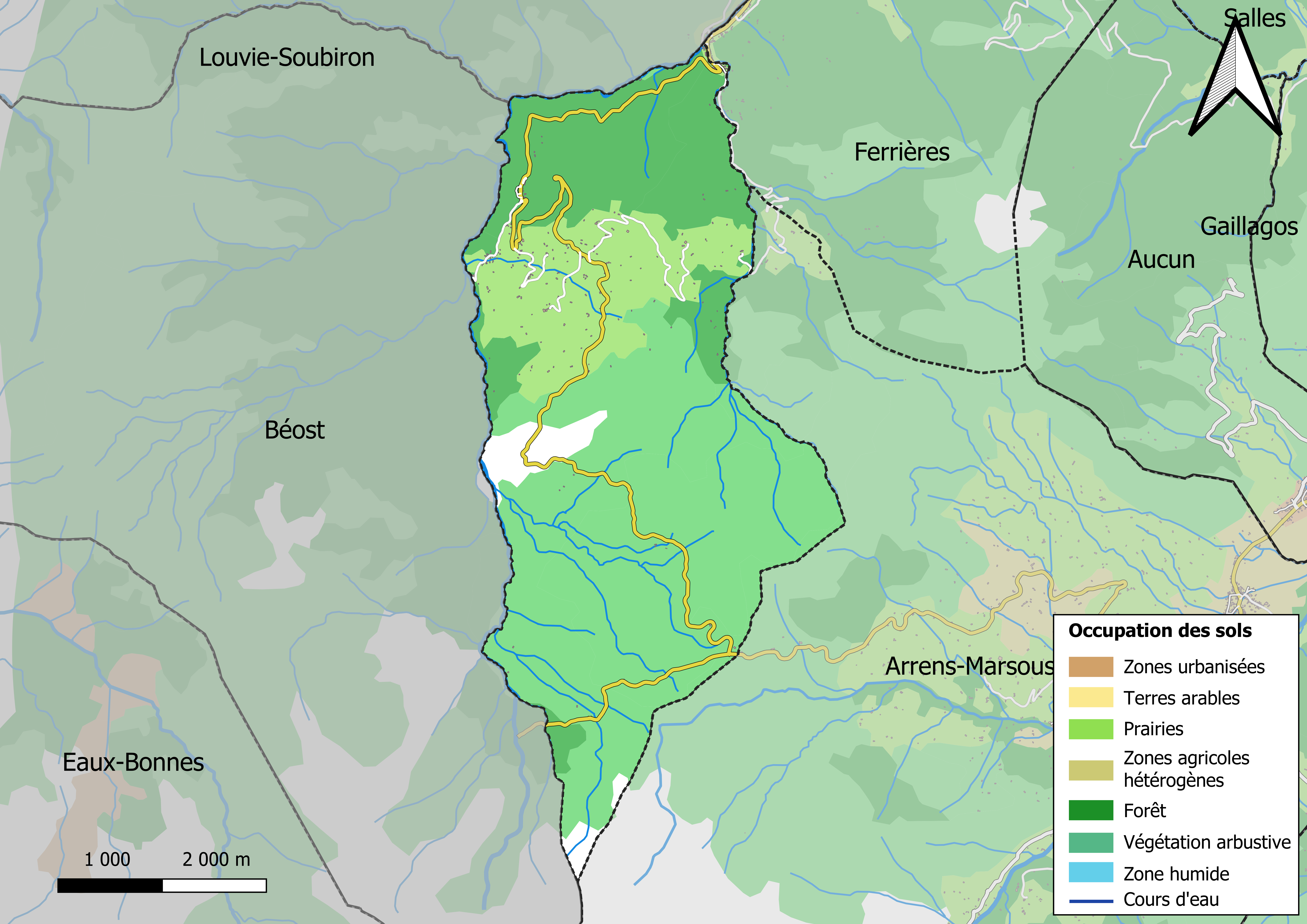
Carte des infrastructures et de l'occupation des sols en 2018 (CLC) de la commune.
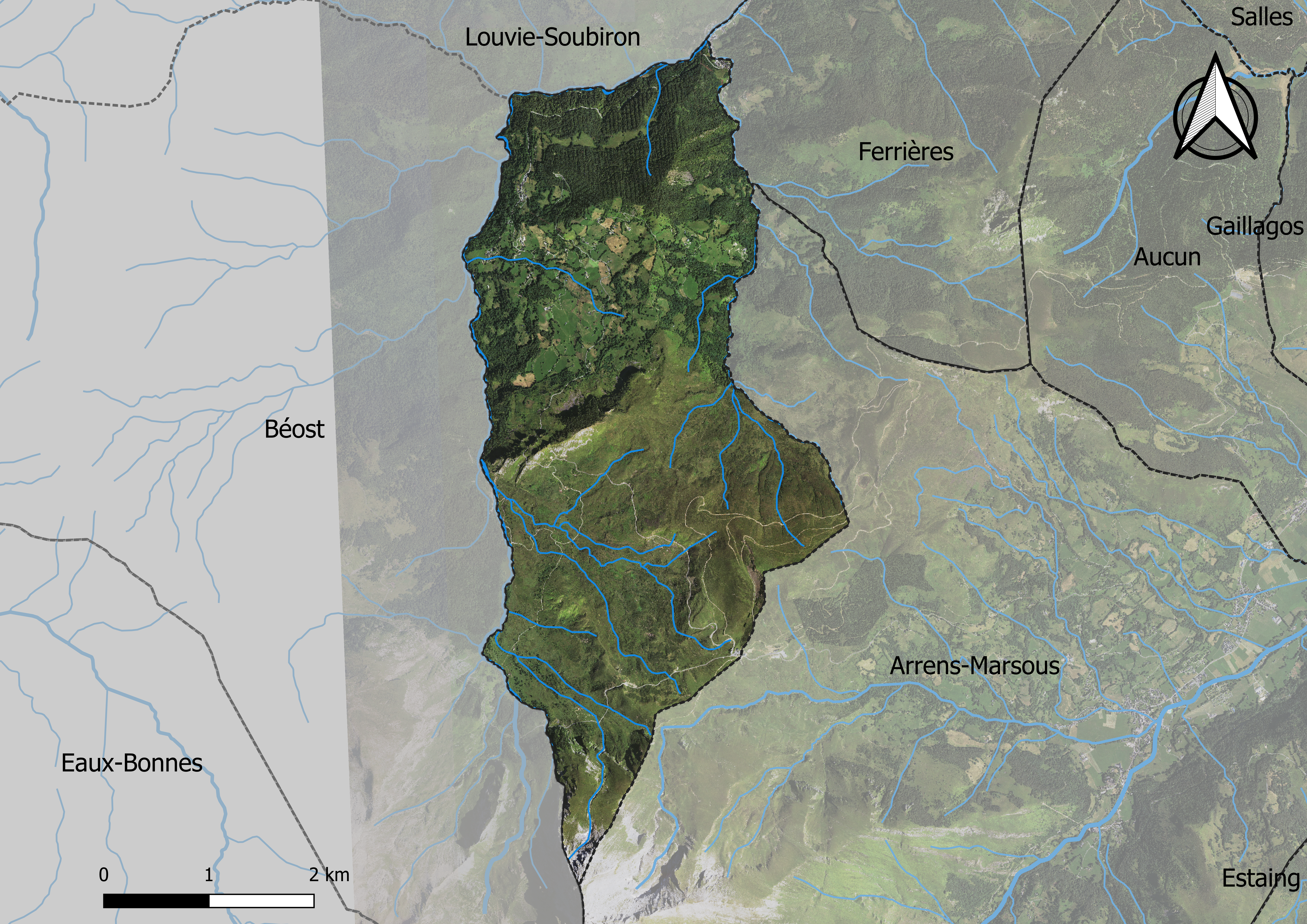
Carte orthophotogrammétrique de la commune.

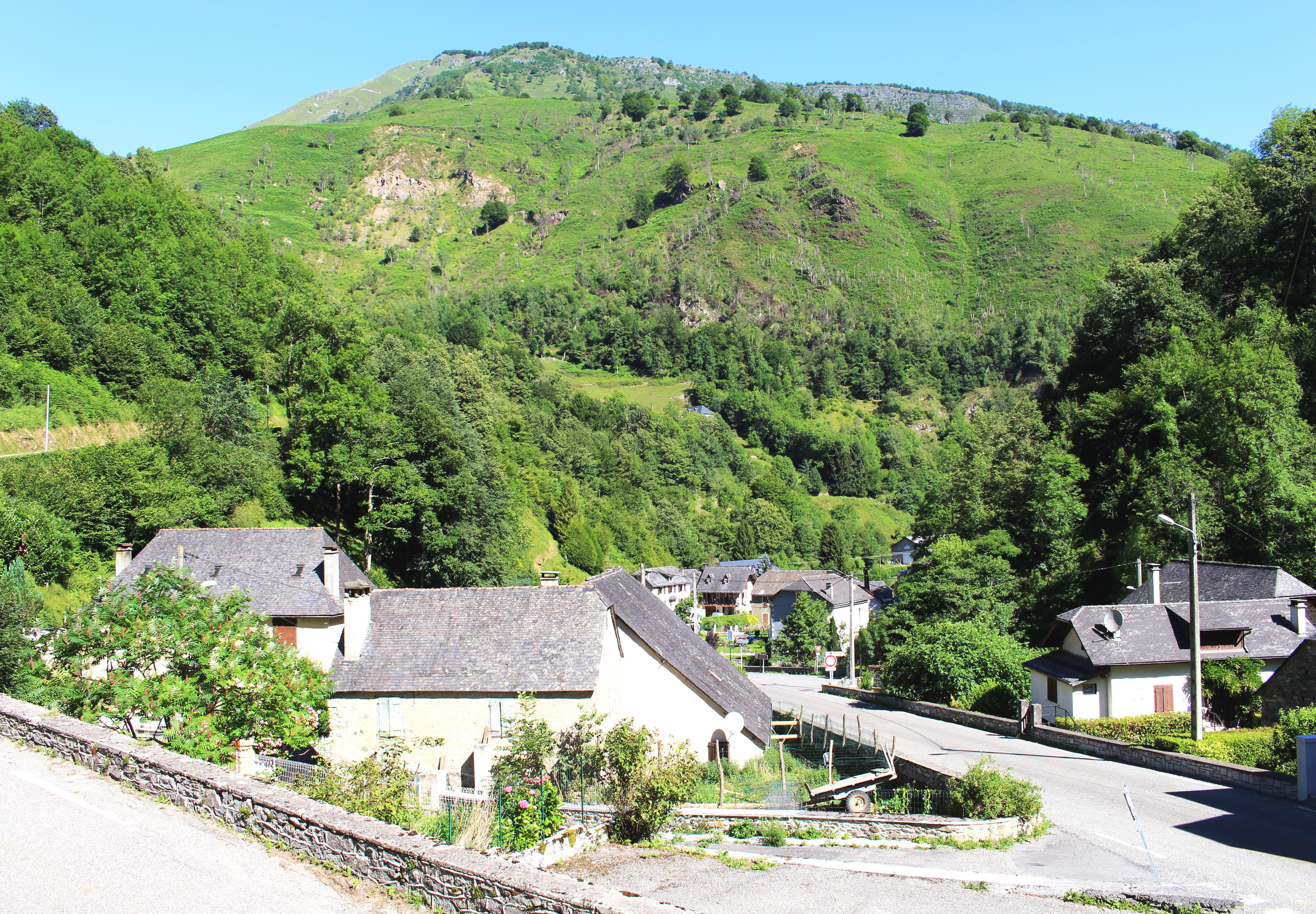
Vue du hameau du Hougarou.

### Logement
En 2012, le nombre total de logements dans la commune est de 124.
Parmi ces logements, 32,4 % sont des résidences principales, 56,3 % des résidences secondaires et 11,3 % des logements vacants.

### Voies de communication et transports
Desservie par la route départementale D 918 et par la route départementale D 126, elle s'étage le long de cette route de Ferrières (550 m) au col du Soulor (1 474 m).

### Risques majeurs
Le territoire de la commune d'Arbéost est vulnérable à différents aléas naturels : météorologiques (tempête, orage, neige, grand froid, canicule ou sécheresse), inondations, feux de forêts, mouvements de terrains, avalanche  et séisme (sismicité moyenne). Un site publié par le BRGM permet d'évaluer simplement et rapidement les risques d'un bien localisé soit par son adresse soit par le numéro de sa parcelle.
Certaines parties du territoire communal sont susceptibles d’être affectées par le risque d’inondation par débordement de cours d'eau, notamment l'Ouzoum. La cartographie des zones inondables en ex-Midi-Pyrénées réalisée dans le cadre du XIe Contrat de plan État-région, visant à informer les citoyens et les décideurs sur le risque d’inondation, est accessible sur le site de la DREAL Occitanie. La commune a été reconnue en état de catastrophe naturelle au titre des dommages causés par les inondations et coulées de boue survenues en 1982, 1999, 2009, 2014, 2021 et 2022,.
Arbéost est exposée au risque de feu de forêt. Un plan départemental de protection des forêts contre les incendies a été approuvé par arrêté préfectoral le 21 avril 2020 pour la période 2020-2029. Le précédent couvrait la période 2007-2017. L’emploi du feu est régi par deux types de réglementations. D’abord le code forestier et l’arrêté préfectoral du 27 octobre 2014, qui réglementent l’emploi du feu à moins de 200 m des espaces naturels combustibles sur l’ensemble du département. Ensuite celle établie dans le cadre de la lutte contre la pollution de l’air, qui interdit le brûlage des déchets verts des particuliers. L’écobuage est quant à lui réglementé dans le cadre de commissions locales d’écobuage (CLE)

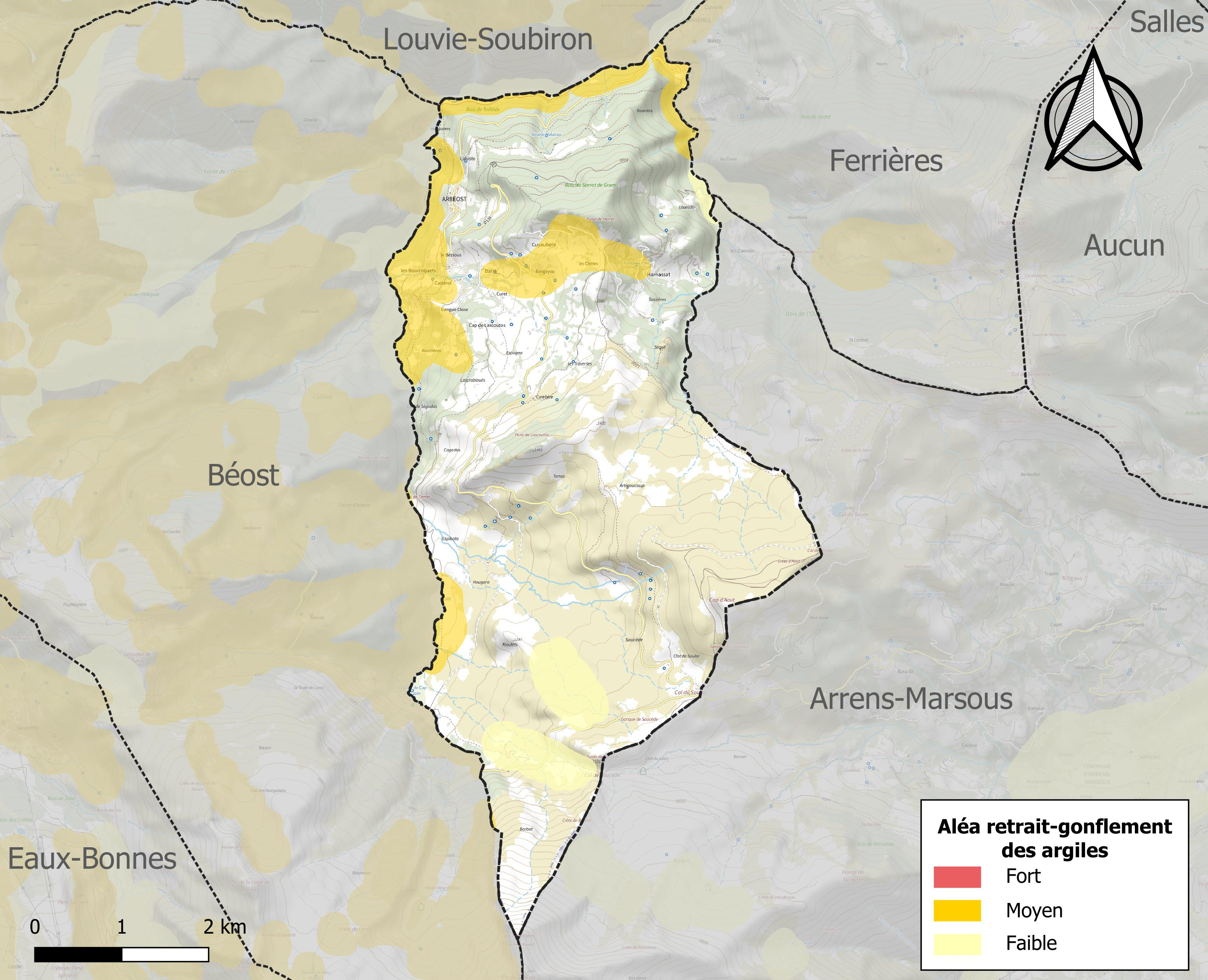
Carte des zones d'aléa retrait-gonflement des sols argileux d'Arbéost.

Les mouvements de terrains susceptibles de se produire sur la commune sont des mouvements de sols liés à la présence d'argile et des tassements différentiels.
Le retrait-gonflement des sols argileux est susceptible d'engendrer des dommages importants aux bâtiments en cas d’alternance de périodes de sécheresse et de pluie. 11,7 % de la superficie communale est en aléa moyen ou fort (44,5 % au niveau départemental et 48,5 % au niveau national). Sur les 116 bâtiments dénombrés sur la commune en 2019, 63 sont en aléa moyen ou fort, soit 54 %, à comparer aux 75 % au niveau départemental et 54 % au niveau national. Une cartographie de l'exposition du territoire national au retrait gonflement des sols argileux est disponible sur le site du BRGM,.
Par ailleurs, afin de mieux appréhender le risque d’affaissement de terrain, l'inventaire national des cavités souterraines permet de localiser celles situées sur la commune.
Concernant les mouvements de terrains, la commune a été reconnue en état de catastrophe naturelle au titre des dommages causés par des mouvements de terrain en 1999 et 2014.
La commune est exposée aux risques d'avalanche. Les habitants exposés à ce risque doivent se renseigner, en mairie, de l’existence d’un plan de prévention des risques avalanches (PPRA). Le cas échéant, identifier les mesures applicables à l'habitation, identifier, au sein de l'habitation, la pièce avec la façade la moins exposée à l’aléa pouvant faire office, au besoin, de zone de confinement et équiper cette pièce avec un kit de situation d’urgence,.

## Toponymie
On trouvera les principales informations dans le Dictionnaire toponymique des communes des Hautes-Pyrénées de Michel Grosclaude et Jean-François Le Nail qui rapporte les dénominations historiques du village.
Dénominations historiques :
- Arbéost, Arbeost, Arbeost Herrere (de 1726 à 1789, registres paroissiaux) ;
- Arbéost-Herrère (1789, cahiers doléances de Bigorre) ;
- Arbeost (1790, Département 1) ;
- Arbeust (1790, Département 2) ;
- Arbeost (fin XVIIIe siècle, carte de Cassini).

Nom occitan : Arbiost.
Sachant que l'on recense dans toutes les Pyrénées de nombreux toponymes basques, l'origine proto-basque du nom "Arbéost" n'est donc pas à exclure, pouvant provenir de la racine basque narb- « lieu des souches », présente dans les toponymes Narp, Narbaitz, Narbarte, Narbona, Arbonne, Arbon...

## Histoire
Le village, ancien hameau d'été des communes d'Arrens et de Marsous érigé en paroisse en 1743, appartient au Val d'Azun, une des sept vallées du Lavedan qui constituent la partie sud-occidentale de la Bigorre. Sa position est frontalière avec le Béarn (département des Pyrénées-Atlantiques, région Nouvelle-Aquitaine), le gave Ouzoum marquant la frontière à l'ouest (territoire communal de Louvie-Soubiron en Béarn) ; par la route, l'entrée en Béarn se fait après le village de Ferrières (commune du Val d'Azun) par la commune d'Arthez-d'Asson, le gave Ouzoum prenant alors l'appellation d'Ouzom en devenant béarnais.
La population eut une activité essentiellement agricole et pastorale. Les chevriers d'Arbéost étaient réputés pour la qualité du lait de leurs bêtes. Au XIXe siècle, et jusqu'en 1930, certains partaient sur les routes, à la fin de l'été, accompagnés de leur troupeau pour vendre le lait dans les villes : Bordeaux et même Paris. Dans les années 1930-1962, une grande partie des hommes du village travailla comme mineurs dans la mine de Baburet. Mineurs l'hiver, ils quittaient souvent ce travail à la fin du printemps pour redevenir paysans ou pasteurs, les jeunes s'engageant pour la saison d'été dans les hôtels de Lourdes.

### Cadastre napoléonien d'Arbéost
Le plan cadastral napoléonien d'Arbéost est consultable sur le site des Archives départementales des Hautes-Pyrénées.

## Politique et administration

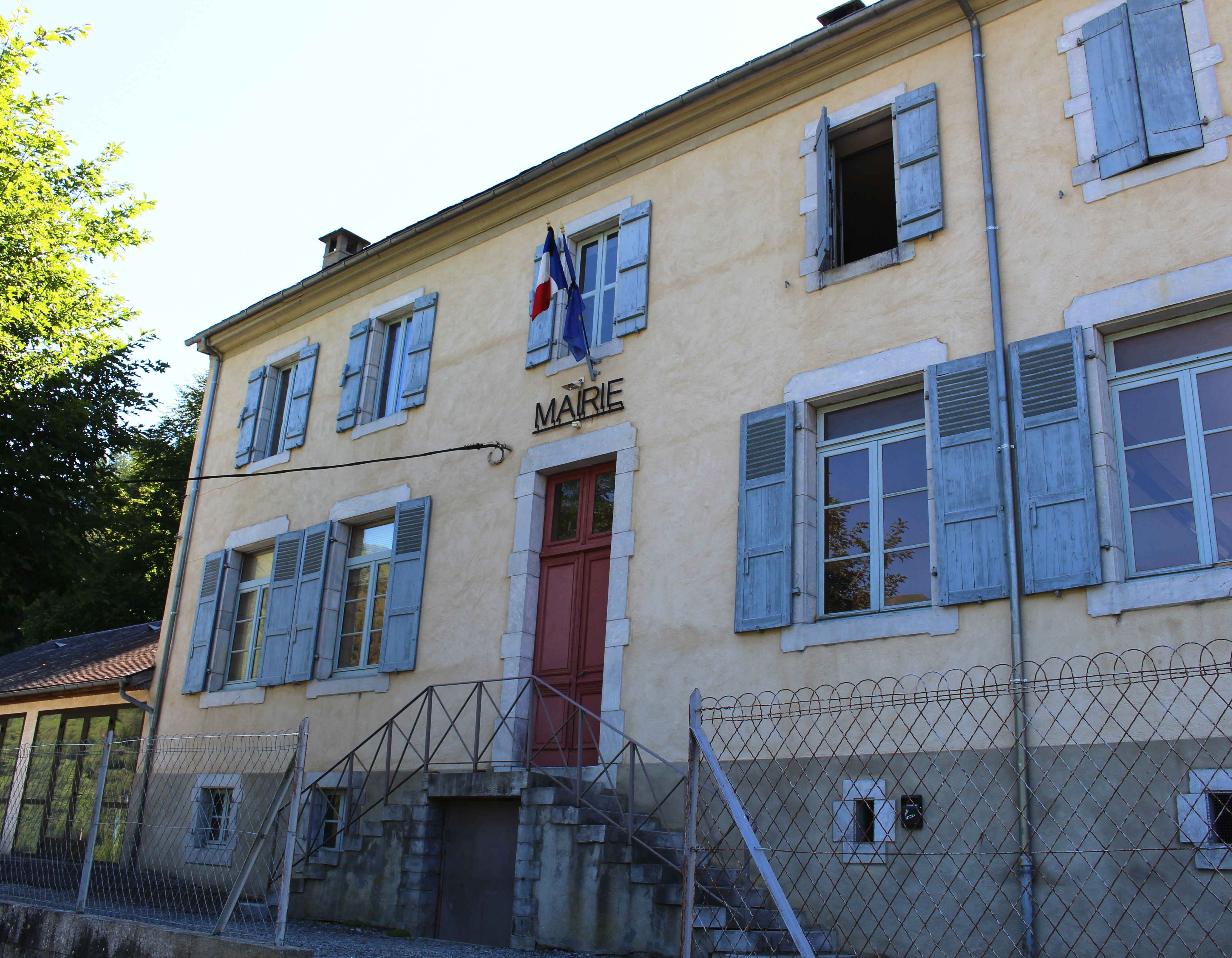
La mairie en 2017.

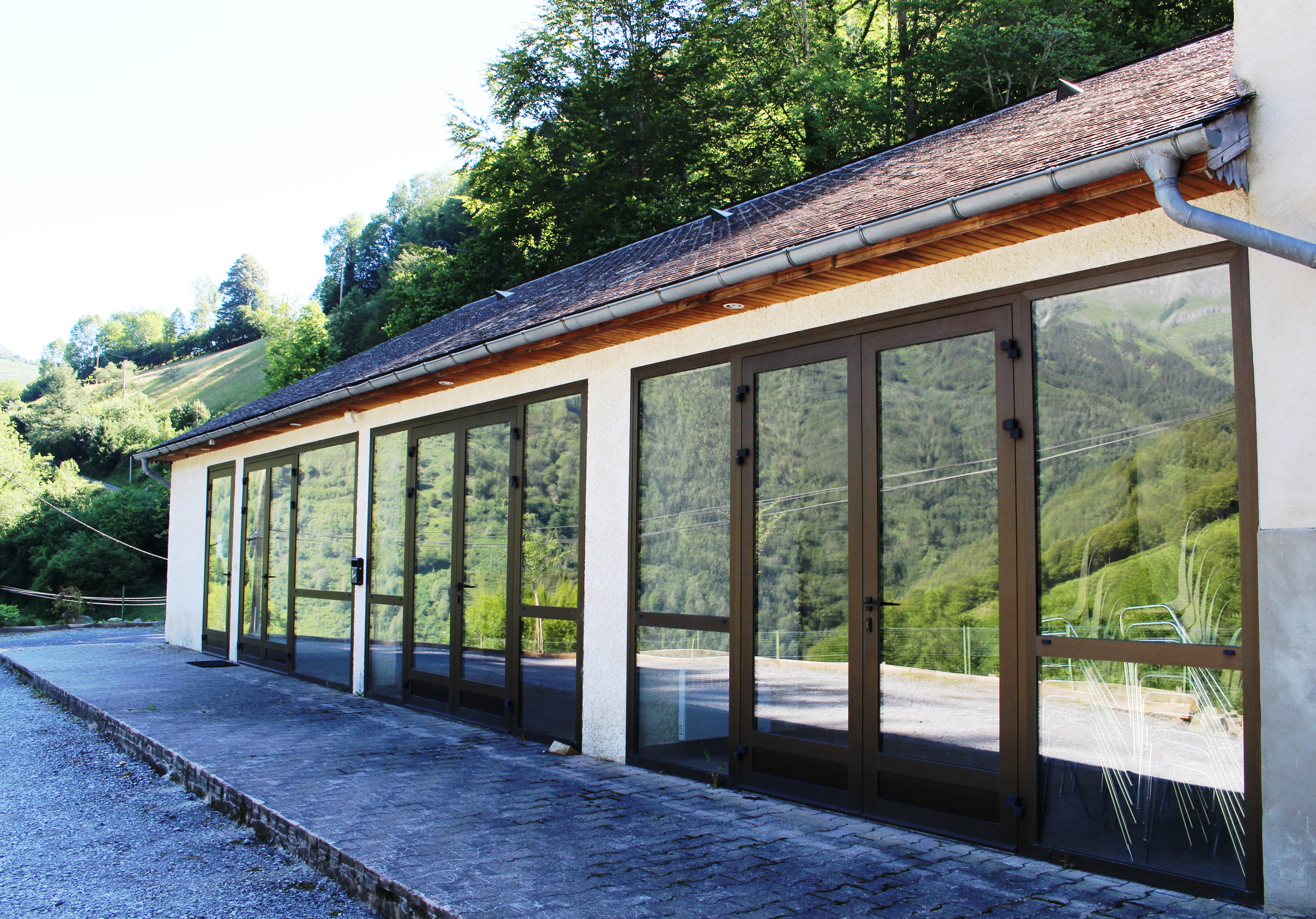
Le foyer rural en 2017

### Liste des maires
| Période                                  | Période      | Identité         | Étiquette | Qualité  |
| ---------------------------------------- | ------------ | ---------------- | --------- | -------- |
| Les données manquantes sont à compléter. |              |                  |           |          |
|                                          |              |                  |           |          |
| mars 2001                                | mars 2008    | Annie Beuillé    |           |          |
| mars 2008                                | avril 2009   | Pierre Larribère |           |          |
| avril 2009                               | juillet 2009 | André Mallecot   |           |          |
| juillet 2009                             | mars 2014    | Monique Mech     |           |          |
| mars 2014                                | mars 2020    | André Mallecot   | SE        | Retraité |
| mars 2020                                | en cours     | Cyrille Fraize   |           |          |

### Rattachements administratifs et électoraux

#### Historique administratif
Pays et sénéchaussée de Bigorre, Lavedan, Vallée d'Azun, canton  d'Azun (1790), d'Aucun (depuis 1801). Le territoire actuel de la commune d'Arbéost était à l'origine une dépendance des communautés d'Arrens et de Marsous, les habitants obtinrent de former une paroisse (19 avril 1743) et une communauté autonome (16 juillet 1743).

#### Intercommunalité
Arbéost appartient à la communauté de communes du Val d'Azun créée en décembre 2005 et qui réunit 10 communes.

## Population et société

### Démographie

#### Évolution démographique
| 1793 | 1800 | 1806 | 1821 | 1831  | 1836 | 1841 | 1846 | 1851 |
| ---- | ---- | ---- | ---- | ----- | ---- | ---- | ---- | ---- |
| 782  | 802  | 776  | 994  | 1 059 | 896  | 972  | 968  | 981  |

| 1856 | 1861 | 1866 | 1872 | 1876 | 1881  | 1886 | 1891 | 1896 |
| ---- | ---- | ---- | ---- | ---- | ----- | ---- | ---- | ---- |
| 969  | 870  | 934  | 961  | 984  | 1 007 | 900  | 890  | 900  |

| 1901 | 1906 | 1911 | 1921 | 1926 | 1931 | 1936 | 1946 | 1954 |
| ---- | ---- | ---- | ---- | ---- | ---- | ---- | ---- | ---- |
| 803  | 780  | 724  | 620  | 553  | 537  | 474  | 385  | 352  |

| 1962 | 1968 | 1975 | 1982 | 1990 | 1999 | 2004 | 2006 | 2009 |
| ---- | ---- | ---- | ---- | ---- | ---- | ---- | ---- | ---- |
| 268  | 200  | 164  | 145  | 128  | 121  | 116  | 106  | 89   |

| 2014 | 2019 | 2022 | - | - | - | - | - | - |
| ---- | ---- | ---- | - | - | - | - | - | - |
| 85   | 84   | 78   | - | - | - | - | - | - |

### Enseignement
La commune dépend de l'académie de Toulouse. Elle ne dispose plus d'école en 2016.

## Économie
Son activité principale et traditionnelle est agropastorale : saloir et fromages pyrénéens vendus sur place et aussi par les producteurs sur les marchés locaux (Arrens, Argelès-Gazost, Lourdes, Tarbes, Pau, etc.) ; élevage de vaches, brebis et chèvres pour le fromage et la viande auxquels s'ajoutent quelques chevaux et porcs ; prés de fauche (la vente de fourrage ne semble plus être un secteur d'activité).
Sur le quartier des Bourrinquets, une usine hydroélectrique est exploitée par un particulier.

### Emploi
| Division       | 2008  | 2013  | 2018  |
| -------------- | ----- | ----- | ----- |
| Commune        | 0 %   | 3,4 % | 4,1 % |
| Département    | 7,7 % | 9,4 % | 9,8 % |
| France entière | 8,3 % | 10 %  | 10 %  |

En 2018, la population âgée de 15 à 64 ans s'élève à 49 personnes, parmi lesquelles on compte 77,6 % d'actifs (73,5 % ayant un emploi et 4,1 % de chômeurs) et 22,4 % d'inactifs,. Depuis 2008, le taux de chômage communal (au sens du recensement) des 15-64 ans est inférieur à celui de la France et du département.
La commune est hors attraction des villes,. Elle compte 38 emplois en 2018, contre 33 en 2013 et 33 en 2008. Le nombre d'actifs ayant un emploi résidant dans la commune est de 41, soit un indicateur de concentration d'emploi de 92,7 % et un taux d'activité parmi les 15 ans ou plus de 57,3 %.
Sur ces 41 actifs de 15 ans ou plus ayant un emploi, 31 travaillent dans la commune, soit 76 % des habitants. Pour se rendre au travail, 82,9 % des habitants utilisent un véhicule personnel ou de fonction à quatre roues, 4,9 % s'y rendent en deux-roues, à vélo ou à pied et 12,2 % n'ont pas besoin de transport (travail au domicile).

### Tourisme
- Station de sports d'hiver de Val d’Azun.

Le tourisme se développe : gîte d'étape ; beaucoup de maisons sont des résidences secondaires, occupées pour certaines par des natifs ou issus d'anciens habitants acteurs de l'exode rural, pour d'autres par des amoureux de la montagne ayant élu ces lieux ; en 2005, deux d'entre elles appartiennent à des Britanniques.

## Culture locale et patrimoine

L'église Saint-Laurent en 2017.

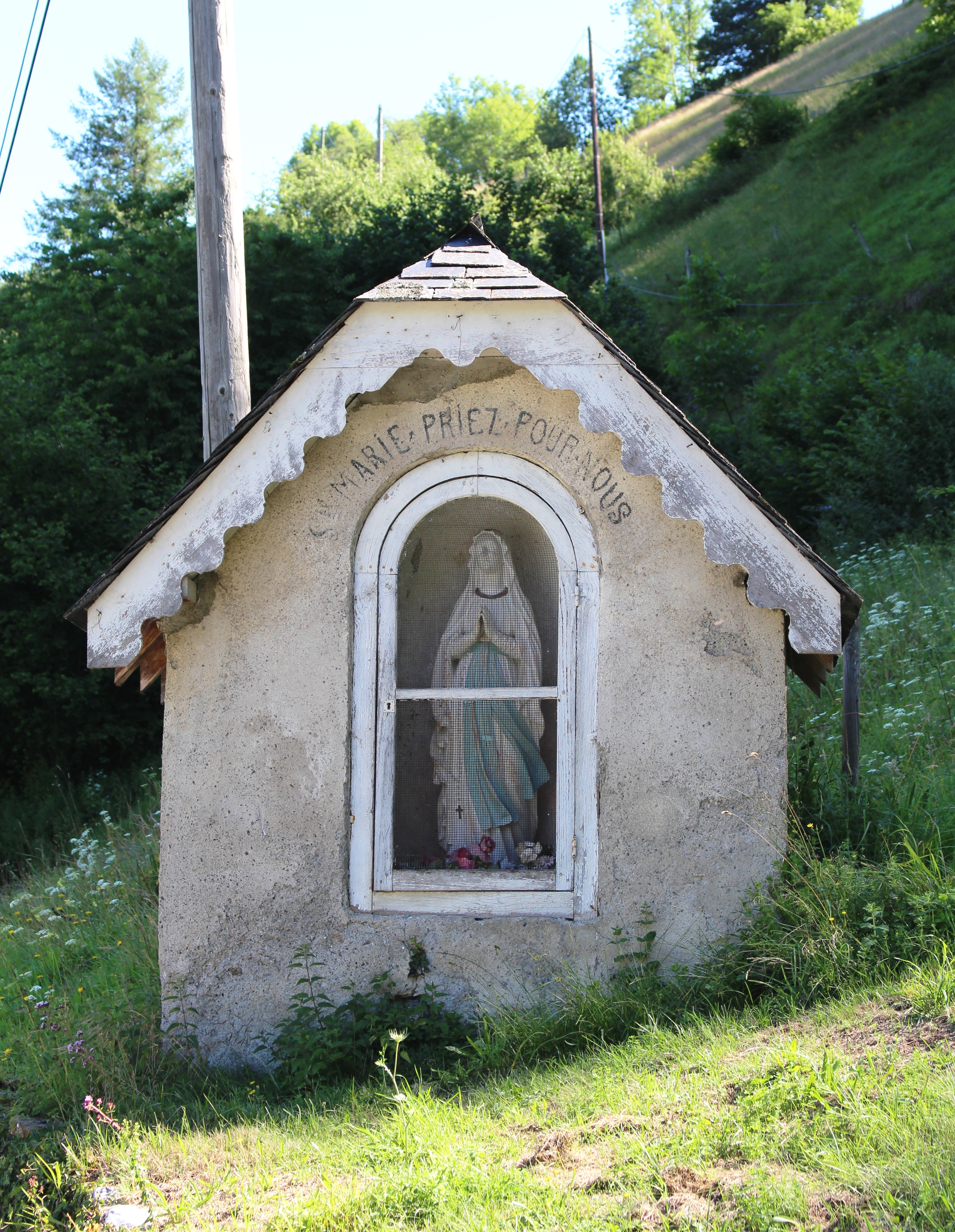
L'oratoire.

### Lieux et monuments
- Église Saint-Laurent d'Arbéost.

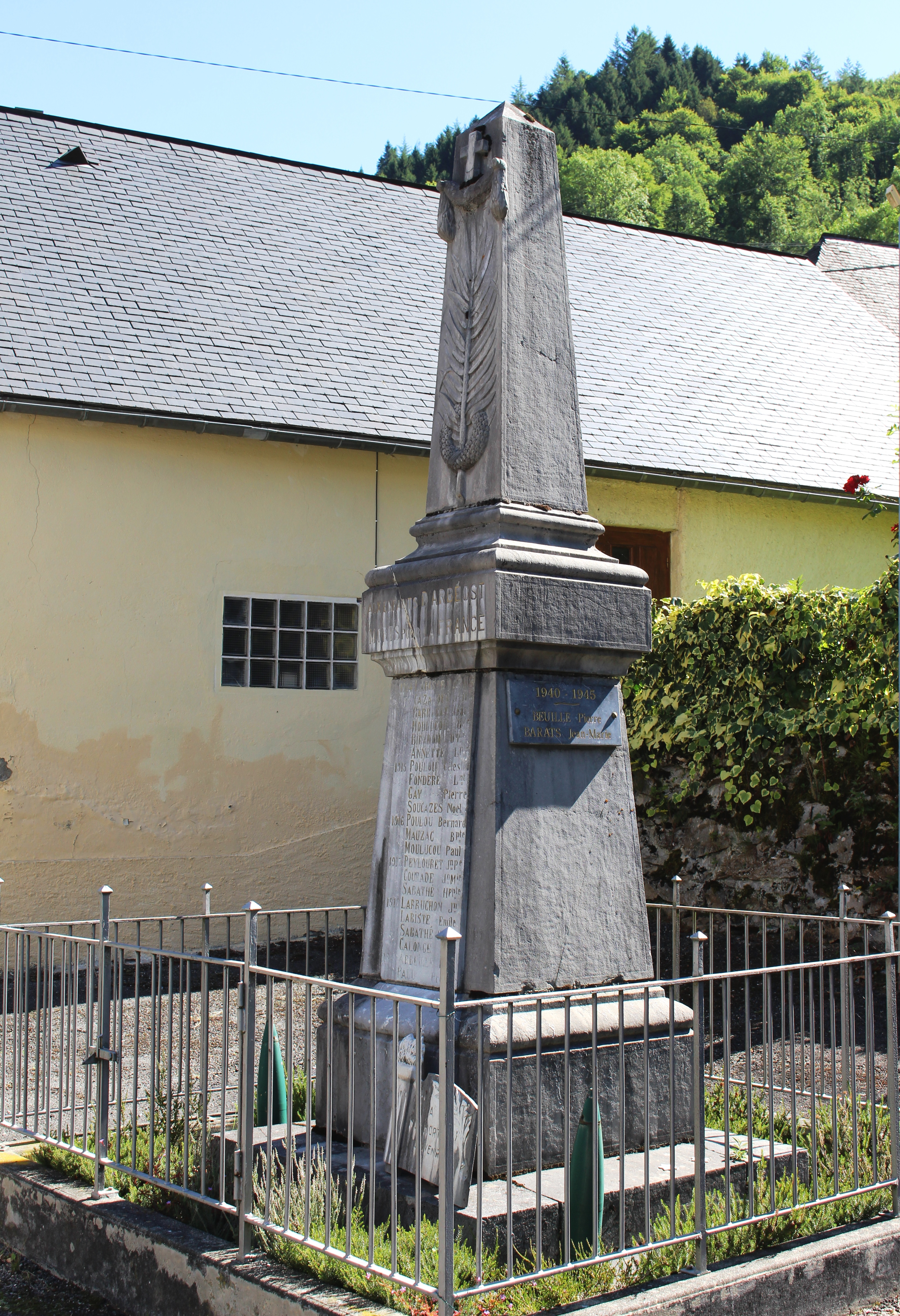
Le monument aux morts municipal.

- Oratoire de Notre-Dame de Lourdes.

### Héraldique
| Blason | Blasonnement : Parti : au premier d'argent à la corneille de sable perchée sur une branche du même, au second de sinople aux deux vaches d'or passant l'une sur l'autre ; le tout sommé d'un chef d'azur chargé d'une fleur de lys d'or accostée de deux flèches du même, celle de dextre posée en barre et celle de senestre posée en bande. Commentaires : Officiel |

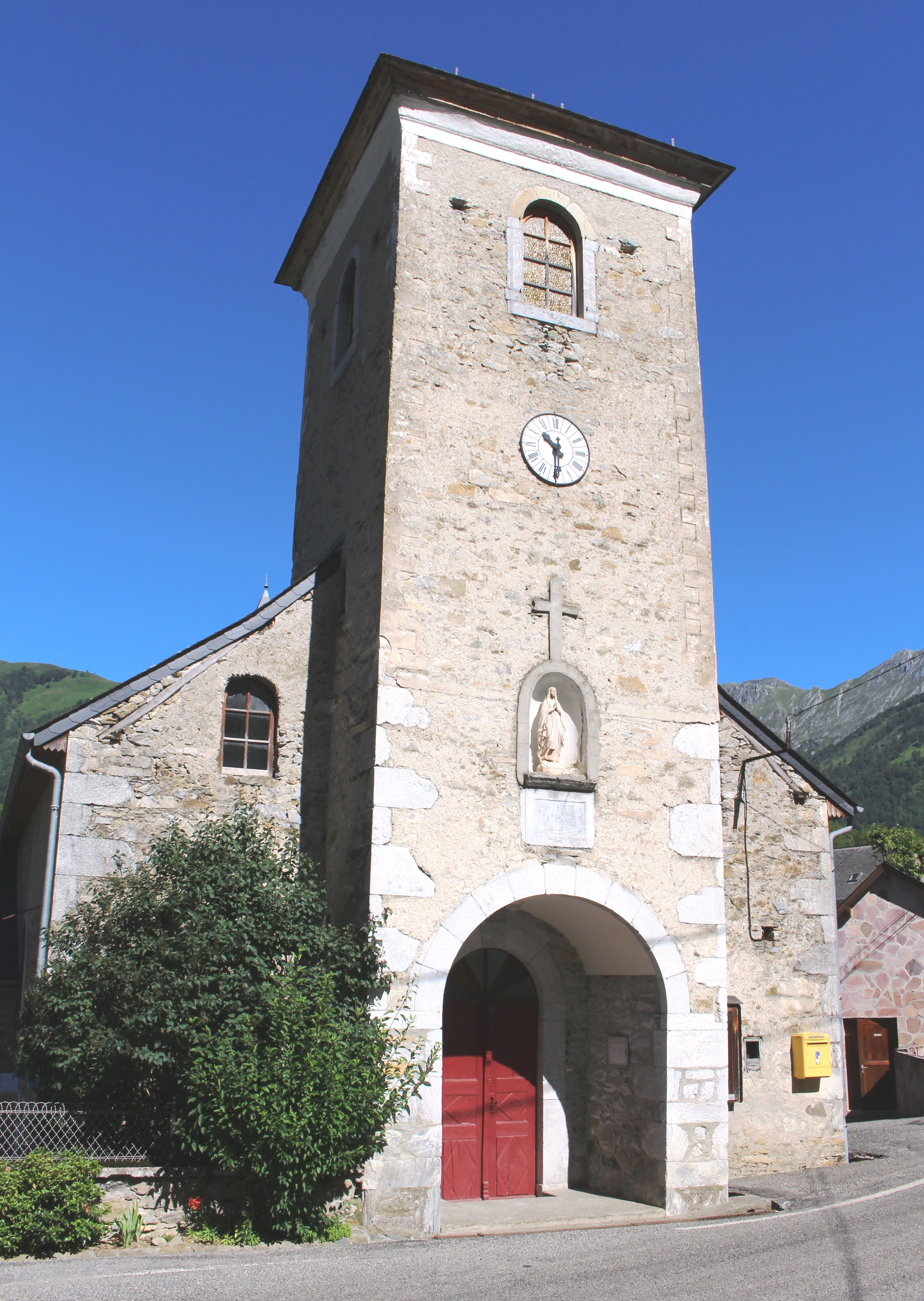
L'église en 2017.
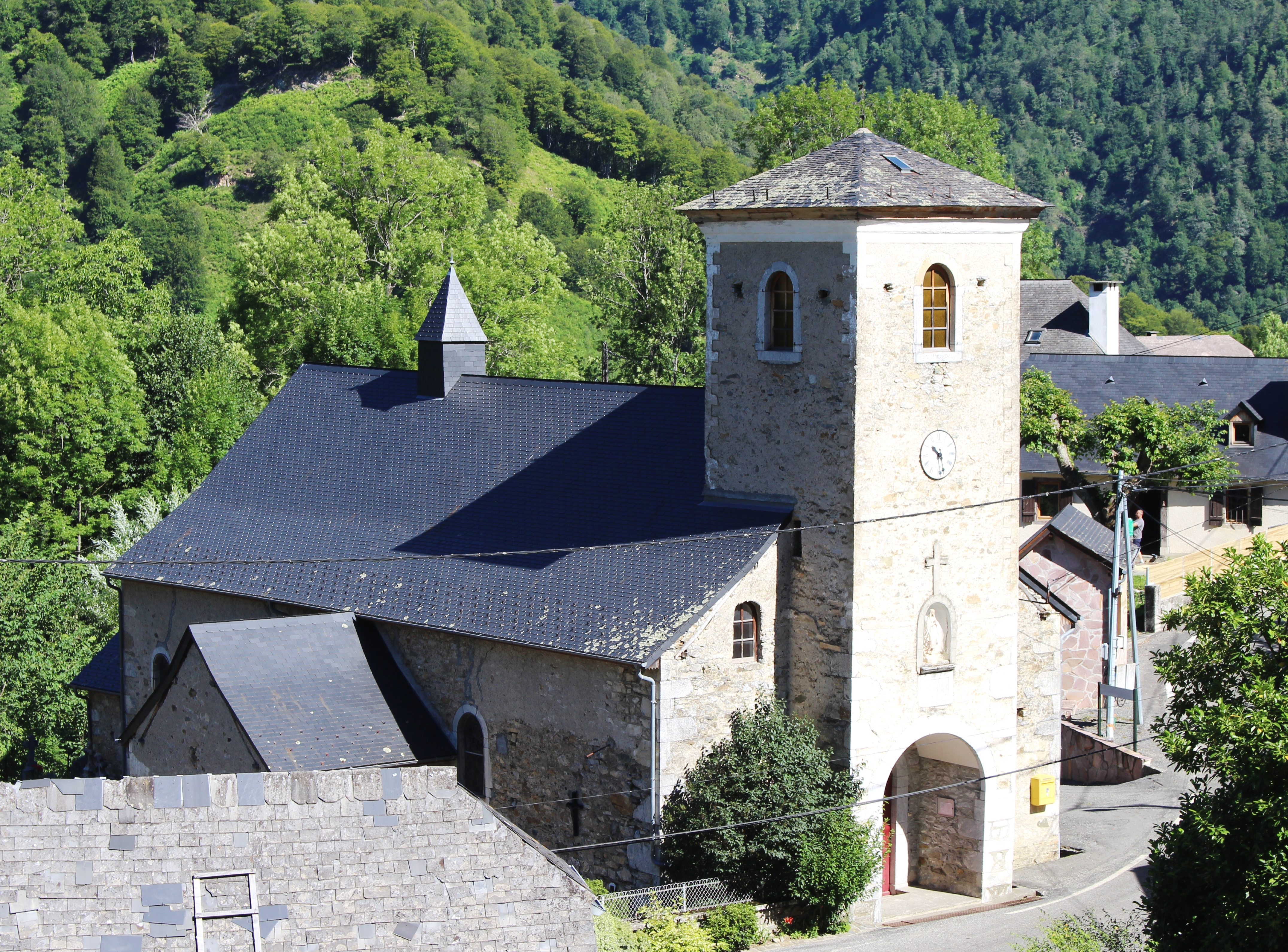